# Полосьмак Наталія Вікторівна
Наталія Вікторівна Полосьмак (нар. 12 вересня 1956, Хабаровськ) — радянська і російська вчена-археолог, доктор історичних наук, професор, головна наукова співробітниця Інституту археології та етнографії Сибірського відділення РАН. Лауреат Державної премії Російської Федерації (2005).

## Життєпис
Випускниця гуманітарного факультету Новосибірського державного університету.
1993 року знайшла поховання пазирикської культури з добре збереженою мумією молодої жінки, що отримала серед журналістів прізвисько Принцеса плато Укок.
Чоловік — В'ячеслав Молодин.
З 2011 року — член-кореспондент Російської академії наук. Є послідовницею Окладнікова Олексія Павловича.
Протягом 2007—2009 роках була першою головою Координаційної ради у справах молоді в науковій і освітній сферах.

## Нагороди та премії
- Подяка Президента Російської Федерації (4 липня 2009 року) — за багаторічну і плідну працю з реалізації державної молодіжної політики в галузі науки і освіти та підтримки молодих учених і фахівців[4].
- Державна премія Російської Федерації 2004 року в галузі науки та технологій (6 червня 2005 року) — за відкриття і дослідження унікальних комплексів пазирикської культури VI—III століть до нашої ери на території Гірського Алтаю[5].

## Твори
- Полосьмак Н. В. Стерегущие золото грифы (Ак-алахинские курганы). — Новосибирск : Наука, 1994. — 124 с.
- Полосьмак Н. В., Богданов Е. С., Цэвээндорж Д. Двадцатый ноин-улинский курган. — Новосибирск : ИНФОЛИО, 2011. — 184 с. — 1000 екз. — ISBN 978-5-905727-01-6.